# Jürgen Täuber
Jürgen Täuber (* 12. April 1955 in Erlangen) ist ein ehemaliger deutscher Fußballspieler. Seine Brüder Klaus (1958–2023) und Stephan (* 1966) spielten ebenfalls in der Fußball-Bundesliga. Sie sind damit das bisher einzige „Brüder-Trio“ im deutschen Profifußball.

## Karriere
Jürgen Täuber wechselte zusammen mit seinem jüngeren Bruder Klaus 1976 für 30.000 DM von der SpVgg Erlangen zum 1. FC Nürnberg, womit ihre Profikarriere begann. Jürgen Täubers erster Einsatz beim damaligen Zweitligisten fand am 28. August 1976 gegen den SSV Jahn Regensburg statt (Ergebnis 5:1). Nach insgesamt zwei Einsätzen in der Hinrunde folgten in der Rückrunde regelmäßige Einsätze (zunächst als Vertretung für den gesperrten Peter Stocker). Zu Beginn der Folgesaison warf ihn allerdings eine Darminfektion mit anschließender Kreislauferkrankung zurück, doch in der Rückrunde erkämpfte er sich seinen Stammplatz zurück. Am Ende der Saison stand der „Club“ auf dem zweiten Rang der Tabelle – und nahm damit an der Relegation zur Bundesliga teil. Hier setzte man sich gegen Bundesligist Rot-Weiss Essen durch (1:0 und 2:2) und war somit aufgestiegen. Es folgten Abstieg und Wiederaufstieg. Nach der Vorrunde der Bundesligaspielzeit 1980/81 wurde er an den FC Schalke 04 verliehen. Nach einem halben Jahr und allen 17 Rückrundenspielen, die er für Schalke absolviert hatte, kehrte er zurück nach Nürnberg. Dort konnte er mit dem Erreichen des DFB-Pokalfinals 1982 noch einmal einen Erfolg verbuchen. 1984 stieg er mit den Franken mit 14:54 Punkten aus der Bundesliga ab. Täuber verließ den Verein und spielte 1984/85 für den FC Bamberg in der Bayernliga. Zur darauf folgenden Spielzeit wechselte er zum Ligakonkurrenten TSV 1860 München, den er im Sommer 1987 verließ, um sich der SpVgg Starnberg anzuschließen.

### Statistik
| Liga          | Spiele (Tore) |
| ------------- | ------------- |
| Bundesliga    | 140 (4)       |
| 2. Bundesliga | 079 (2)       |
| Wettbewerb    |               |
| DFB-Pokal     | 021 (0)       |

| Saison  | Verein         | Liga          | Spiele 1 | Tore |
| ------- | -------------- | ------------- | -------- | ---- |
| 1976/77 | 1. FC Nürnberg | 2. Bundesliga | 21       | 0    |
| 1977/78 | 1. FC Nürnberg | 2. Bundesliga | 22       | 1    |
| 1978/79 | 1. FC Nürnberg | Bundesliga    | 21       | 0    |
| 1979/80 | 1. FC Nürnberg | 2. Bundesliga | 36       | 1    |
| 1980/81 | 1. FC Nürnberg | Bundesliga    | 8        | 0    |
| 1980/81 | FC Schalke 04  | Bundesliga    | 17       | 1    |
| 1981/82 | 1. FC Nürnberg | Bundesliga    | 32       | 3    |
| 1982/83 | 1. FC Nürnberg | Bundesliga    | 33       | 0    |
| 1983/84 | 1. FC Nürnberg | Bundesliga    | 29       | 0    |

## Privates
Nach seiner Karriere als Fußballspieler begann er eine Tätigkeit in der Immobilienbranche. Zu aktiven Zeiten half Täuber, der ohne Berufsausbildung war, hin und wieder in den familiären Einkaufsläden aus.